# Трапезиты (конница)
Трапезиты — полурегулярная лёгкая конница византийцев, действовавшая партизанской тактикой. Были вооружены пиками-контарионами, дротиками и мечом. Из защиты — щит. Но основу их составляли тюркские и сельджукские (позднее) конные лучники, имевшие также копьё, меч (саблю), топор и аркан, у богатых также пластинчатые латы. Помогли отвоевать Малую Азию и часть Сирии у арабов и позднее у сельджуков (при Комнинах). Послужили моделью создания туркополов государств крестоносцев и венецианских конников-страдиотов. Получали меньше катафрактов.